# Gymnura poecilura
Gymnura poecilura är en rockeart som först beskrevs av Shaw 1804.  Gymnura poecilura ingår i släktet Gymnura och familjen Gymnuridae. IUCN kategoriserar arten globalt som nära hotad. Inga underarter finns listade i Catalogue of Life.